# Josias Hoffman
Pour les articles homonymes, voir Hoffmann.
Josias Philip Hoffman dit Josias Hoffman, né le 30 décembre 1807 à Stellenbosch (Colonie du Cap) et mort le 17 octobre 1879 à Slootkraal (État libre d'Orange), est un homme d'État boer qui fut le premier président de l'État libre d'Orange, en fonction de 1854 à 1855.

## Biographie
Hoffman était l'un des représentants du district de Smithfield dans la souveraineté de la rivière Orange lors des négociations entre les Boers et les Britanniques sur l'indépendance du territoire. Il présida la députation boer dans les négociations et signa à ce titre la Convention du fleuve Orange du 23 février 1854.
Il a d'abord été nommé président du gouvernement provisoire d'Orange (23 février - 29 mars 1854) et après un court intermède, il est élu pour la première fois président de l'État par intérim (18 avril - 15 juin) et finalement le premier président de l'État libre.
Hoffman et son secrétaire d'État Jacobus Groenendaal étaient tous deux paralysés, raison pour laquelle leur gouvernement a rapidement gagné le surnom de « gouvernement paralysé ».
Le mandat de Hoffman a été de courte durée, un peu moins d'un an, et s'est terminé par un incident politique. En signe de bonne foi, Hoffman avait offert un baril de poudre au roi du Lesotho, Moshoeshoe. Ses compatriotes y étaient cependant opposés et il n'en avait pas informé le Volksraad, le parlement de l'État d'Orange. À la suite de cela, Hoffman a été invité à démissionner par les parlementaires. Hoffman s'y refuse. Johan Fick rassemble alors  1 200 hommes devant sa résidence présidentielle pour exiger sa démission. Hoffman refuse, puis accepte le 10 février 1854 alors que Fick a encore augmenté la pression militaire en installant des canons en direction de la présidence. Hoffman a été remplacé par une commission exécutive présidentielle temporaire, présidée par Jacobus Johannes Venter.
Retiré de la politique, Hoffman meurt dans sa ferme à Slootkraal, dans le district de Wepener, le 13 octobre 1879.